# 東アジアの人権
東アジアの人権 (英: Human rights in East Asia) は、歴史、政治が違い、国同士の関係性もあり、国によって違う。東ティモール紛争、カンボジアのキリング・フィールド、シンガポールの表現の自由などの問題がよく知られている。現代になっても東アジアの人権は高い関心事となっている。

## 歴史
1948年以前
初期の東アジアの歴史を理解するには人権問題が欠かせない。学識経験者たちは、西洋文化が導入されるまでアジアには「人権」という概念がなかったと主張している。人権に関わる西洋文化が導入されてきた時、これらの権利はどの社会に属する者にも当てはまり、社会経済情勢や政府との関係に関わらず平等の待遇は基本事項であると考えられるようになった。多くの西洋人は人権について考えていたが、東アジアの国々ではこのような権利について全く考えられていなかった。大きな違いは東アジアの国々では基本的権利より個々人の基本的義務に焦点を合わせていたことである。個々人の基本的義務は社会経済的立場により変動していた。
1948年–現在
1948年12月10日、国際連合より世界人権宣言(UDHR)が行なわれた。以降、国連が世界規模での人権問題に関わり続けている。第二次世界大戦終戦後にこの宣言が作成され、初めて個人の人権の重要性が世界中に認識された。国連がUDHRを作成した際、51か国しか加盟していなかったが、1940年代終盤以降脱植民地化が進み、現在193か国が加盟している。1948年以降、かつて植民地であった東アジアの多くの国々が独立し、国連に加盟し、UDHRやその他の人権に関わる概念が取り入れられるようになった。2012年、東南アジア諸国連合(ASEAN)がASEAN人権宣言を発表した。
ASEAN人権宣言
ASEAN人権宣言の最初の5つの条項は個人の人権に特化しており、「女性、子供、老人、障碍者、移民、社会的弱者」を想定した人権について触れられている。また第10項は国連の世界人権宣言に沿った内容となっている。当初は好意的にとられていたが、近年は実態が伴っていないとして国際的人権団体から批判されており、宣言の信憑性が疑問視されている。
アジア人権委員会
1984年、アジア人権委員会(AHRC)が創立され、アジア全体の人権の啓蒙活動を続けている。どの国にも属さず、アジア内の人権問題のために単独で活動している。AHRCは「アジアの国の多くは憲法で人権が保障され、その多くが世界人権宣言に批准している。しかし国によっては表記と実態に大きな隔たりがあり、人権を否定されている場合もある。アジアの国々は国民や住民の人権保護にすぐにでも活動しなければならない」と語っている。

## アジアの人権問題
西洋文化との違い
西洋と東洋の文化の違いについて、シンガポールの元首相リー・クアンユーは「儒教の教えでは、社会の急速な変化の中で統治者と被統治者が互いに助け合う。別の言い方をすると、それぞれが自身を社会に適応させる。アメリカの個人主義と正反対である。国の発展に必要なのは民主主義よりも規律であると信じる。民主主義は奔放や無秩序を引き起こす」と語った。一般的に西洋人はより政府に懐疑的である。無私無欲で腐敗していない政治家はめったにおらず、権力のある人々は贈収賄に関わっていたり、詐欺が頻繁に行われていたりする。西洋文化には自由を求めてもがいていた歴史が基礎となっており、以前より人権の概念が根付いていたものと考えられている。東洋文化では政府との関わり方が違い、人々は政府を高く尊重する傾向がある。東アジアの国々の統率者たちは通常尊敬され、国民の多くによく知られている。歴史的に東洋の国々の専制的な統治者の多くは再選されている。西洋の人々は自身の権利をより考えており、東洋の人々は国家への義務により焦点を当てている。東アジアの人々は統治者を私的に批判することはあるが、大規模な抗議活動は稀であり、通常信頼感は損なわれない。このため東アジアでは個々人の自立は国の繁栄や秩序に犠牲が伴うと考えられている。支援団体、国際組織、そして西洋の国々は主に政治批判のための言論、集会、出版に関わる表現の自由などの市民的および政治的権利を強調する傾向がある。人権保護の要求は民主化の要求とほぼ類似していた。一方アジアの国家は教育、健康、一般的な生活水準のための経済、社会、文化の権利を推し進めた。
人身売買
アジアの国々では人身売買が増加している。女性や子供がこの闇取引の犠牲者となっている。主に売春、家庭内労働者、土工をさせられる傾向がある。子供は工場や農場労働者として、あるいはエンタテイメント業で働かされる。人身売買は重大な人権侵害であり、被害者は望まぬ状況に無理矢理置かれ、精神的および肉体的虐待や社会的不名誉に苦しんでいる。人身売買業者は社会経済的弱者の家庭をターゲットにする。東アジアの人身売買は特に東南アジアとても重大な問題となっており、地域の最大の人権問題の1つとなっている。人身売買はアジアだけの問題ではなく、まだグローバリゼーションしていない貧困地域が闇取引場として拡大しており、つまりは世界中の多くの地域で取引が拡大している。不利益な立場の個々人が人権侵害され、富や権力のある人々が闇取引環境を巧みに拡大させている。東洋の多くの国が安全対策や厳罰化により国内で人身売買の終焉を目指していたが、どこも解決には至っていない。人身売買被害者の3分の2はアジア地域の者である。
アジアでの女性の人権
1981年、国連により女子に対するあらゆる形態の差別の撤廃に関する条約が発効され、これが最初で広範囲に亘る女性の人権に関わる国際条約となった。1979年、国際連合総会により女性に関わる条約の履行が女性の人権を世界的に広める極めて重大な事項であると周知された。しかし開発途上国あるいは第三世界である多くのアジアの国々では女性の人権が侵害され続けている。この条約には「売春、妻の焼殺、女性に対する犯罪、性感染症の蔓延」に関わる事項が含まれている。この条約を認識する国、あるいは批准する国のいくつかは文化相対主義を掲げるなど国の法規に従い条約の順守が困難な場合もある。東アジアにおいて国にとってこの条約に批准することの重要性の認識不足など差別に反対する女性団体が複数登場している。多くのアジア人女性は国際的人権法により自身を守ることができるという知識に欠けている。これはアジアの国々の個人が直面する他の性的人権問題にも関連している。条約の周知は広がってきてはいるが、多くの東アジアの国々ではまだこの条約が意味することを理解しきれていない。
各国の人権については以下に示す:
- 中国の人権問題
  - 香港の人権（英語版）
  - マカオの人権（英語版）
- 日本の人権
- モンゴル国の人権（英語版）
- 北朝鮮人権問題
- 韓国の人権（英語版）
- 台湾の人権（英語版）